# Krynica (gromada)
Krynica – dawna gromada, czyli najmniejsza jednostka podziału terytorialnego Polskiej Rzeczypospolitej Ludowej w latach 1954–1972.
Gromady, z gromadzkimi radami narodowymi (GRN) jako organami władzy najniższego stopnia na wsi, funkcjonowały od reformy reorganizującej administrację wiejską przeprowadzonej jesienią 1954 do momentu ich zniesienia z dniem 1 stycznia 1973, tym samym wypierając organizację gminną w latach 1954–1972.
Gromadę Krynica z siedzibą GRN w Krynicy utworzono – jako jedną z 8759 gromad – w powiecie siedleckim w woj. warszawskim, na mocy uchwały nr VI/10/18/54 WRN w Warszawie z dnia 5 października 1954. W skład jednostki weszły obszary dotychczasowych gromad: Nakory ze zniesionej gminy Wodynie w powiecie siedleckim, Stany Małe ze zniesionej gminy Skupie w powiecie siedleckim oraz Krynica ze zniesionej gminy Kowiesy w powiecie sokołowskim (woj. warszawskie). Dla gromady ustalono 11 członków gromadzkiej rady narodowej.
31 grudnia 1959 do gromady Krynica przyłączono wsie Sosna Kicki i Stany Duże ze znoszonej gromady Podnieśno w tymże powiecie.
31 grudnia 1961 gromadę zniesiono, włączając jej obszar do gromad: Krześlin (wieś Nakory) i Suchożebry (wsie Krynica, Sosna-Kicki, Stany Duże i Stany Małe) w tymże powiecie.